# Om ödet får bestämma (2001)
Om ödet får bestämma (originaltitel: Serendipity) är en amerikansk romantisk komedi från 2001, i regi av Peter Chelsom och med John Cusack samt Kate Beckinsale i huvudrollerna. Filmen hade Sverigepremiär den 11 januari 2002.

## Handling
Jonathan och Sara träffar varandra av en slump på ett varuhus mitt i julruschens New York. De har en rolig kväll tillsammans och Jonathan blir direkt kär i Sara, men Sara vill låta ödet bestämma om de hör ihop. Jonathan skriver sitt telefonnummer på en sedel och Sara mitt i en bok hon lämnar i ett antikvariat. Om någon av dem kan hitta den andres telefonnummer igen har ödet visat att de hör ihop. Tio år senare har de fortfarande inte sett varandra och nu ska de gifta sig på varsitt håll, men börjar fundera på vad de är på väg att gå miste om.

## Om filmen
Originaltiteln är Serendipity, vilket har valts till ett av engelskans mest svåröversatta ord. Serendipity (Serendipitet på svenska) betyder ungefär att man helt slumpmässigt kommer fram till lösningen på ett problem.

## Rollista
| John Cusack      | – Jonathan Trager              |
| Kate Beckinsale  | – Sara Thomas                  |
| Molly Shannon    | – Eve                          |
| Jeremy Piven     | – Dean Kansky                  |
| Bridget Moynahan | – Halley Buchanan              |
| Eugene Levy      | – Försäljare på Bloomingdale's |
| John Corbett     | – Lars Hammond                 |